# Popcorn-Polymerisation

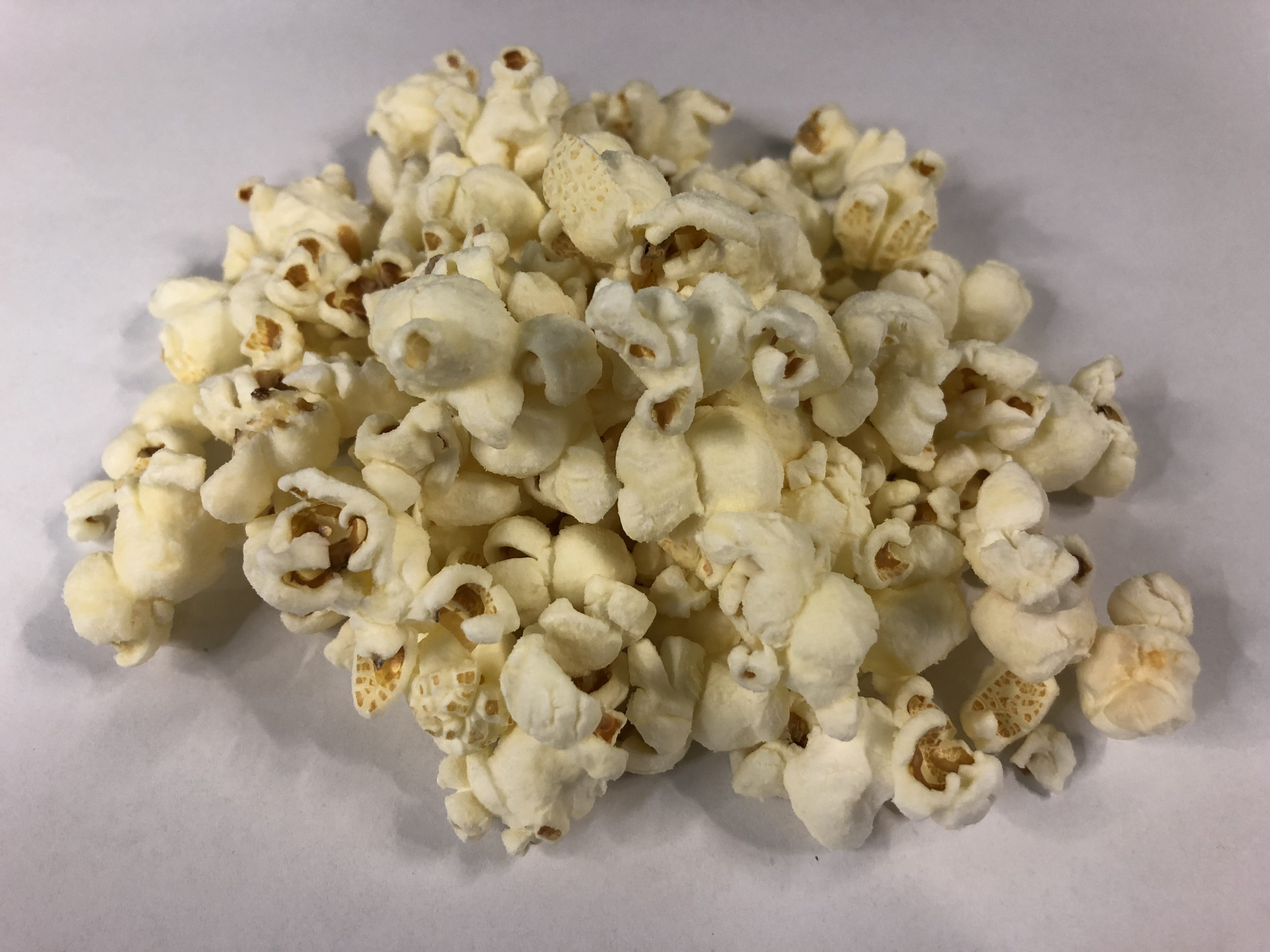
Popcorn („Puffmais“) ist namensgebend für die Reaktionsprodukte der Popcorn-Polymerisation.

Die Popcorn-Polymerisation (auch proliferierende Polymerisation) ist eine radikalisch verlaufende Polymerisation, bei der aus Monomeren schaumige, krustige Polymerisatkörner mit unregelmäßiger Oberfläche entstehen. Deren Popcorn-artiges Aussehen ist namensgebend für diese Art der Reaktion. Charakteristisch für Popcorn-Polymere ist ihre Unlöslichkeit in gängigen Lösungsmitteln sowie eine beschränkte Quellfähigkeit.

## Reaktionsverlauf
Popcorn-Polymere entstehen durch Wachstum von Polymerketten aus einem „Popcorn-Keim“ („Popcorn-Kern“, „Popcorn-Zentrum“) heraus. Die Polymerisation beruht auf einem radikalischen Mechanismus, benötigt jedoch oftmals keinen Radikale liefernden Initiator. Die Radikale können sich auch durch Aufbrechen von Polymerketten unter der kombinierten Einwirkung von Polymerisation und Quellung entwickeln, wodurch eine große Anzahl von reaktiven Stellen gebildet wird. Infolgedessen werden an verschiedenen Stellen der Polymerketten an festen Positionen wachsende Ketten initiiert, die unabhängig voneinander weitere wachsende Zentren bilden, die nicht miteinander reagieren können. Die neu gebildeten Ketten verschlaufen sich mit den bereits gebildeten. Die Bildung der ersten Keime benötigt eine längere Induktionsperiode, danach verläuft die Polymerisation rasch.
Als Monomere für eine Popcorn-Polymerisation werden in der Literatur beispielsweise Styrol/Divinylbenzol, Acrylsäuremethylester, Butadien/Styrol und N-Vinyl-2-pyrrolidon angeführt.
Zur Bildung von Popcorn-Keimen gibt es verschiedene Überlegungen:
- Eine als Popcorn-Keim fungierende Substanz müsse im Monomeren unlöslich, jedoch quellbar sein und eine genügende Anzahl an Gruppen aufweisen, die nach Aktivierung Radikale bilde können.
- Popcorn-Bildung sei möglich, sobald die Kettenlänge der Moleküle groß genug sei, um sich ineinander zu verschlingen und ein „Gerüst“ auszubilden, das als Popcorn-Keim wirken könne.
- Einige chemische Vernetzungsstellen (crosslinks) seien notwendig, einen Popcorn-Keim entstehen zu lassen.

Die charakteristische Form der Polymerkörner entstehe dadurch, dass die Polymerisation durch die Verschlaufung der Polymerketten räumlich gehindert verlaufe, wodurch es im Kettengerüst zu Spannungen komme, die in Deformationen der Partikelform resultiere.

## Eigenschaften von Popcorn-Polymeren
Popcorn-Polymere sind in den gängigen Lösungsmitteln nahezu unlöslich. Aufgrund des Syntheseprozesses ist die Vernetzungsdichte hoch, weswegen eine relativ niedrige Quellfähigkeit resultiert.
Popcorn-Polymere können unerwünscht als Nebenprodukte bei Syntheseprozessen entstehen oder bei unsachgemäßer Lagerung von Monomersubstanzen. Eine gezielt durch Popcorn-Polymerisation hergestellte Verbindung ist Polyvinylpolypyrrolidon (Crospovidon).